# 지토세선
지토세선(일본어: 千歳線,ちとせせん)은 홋카이도 여객철도의 철도 노선 가운데 하나이다. 홋카이도 도마코마이시에 위치한 누마노하타역과 삿포로시 시로이시구에 위치한 시로이시 역을 잇는다. 미나미치토세역과 신치토세 공항역을 잇는 지선(공항선)을 포함한다.

## 역 목록
| 역 번호                                               | 역 이름            | 일본어 이름        | 영업 거리 (km) | 접속 노선     | 소재지                   | 소재지                   | 소재지                                  |
| ----------------------------------------------------- | ------------------ | ------------------ | -------------- | ------------- | ------------------------ | ------------------------ | --------------------------------------- |
| 무로란 본선 도마코마이역까지 직결 운행함.             |                    |                    |                |               |                          |                          |                                         |
| H 17                                                  | 누마노하타         | 沼ノ端             | 0.0            | 무로란 본선   | 이부리 지청 도마코마이시 | 이부리 지청 도마코마이시 | 이부리 지청 도마코마이시                |
| H 16                                                  | 우에나에           | 植苗               | 6.4            |               | 이부리 지청 도마코마이시 | 이부리 지청 도마코마이시 | 이부리 지청 도마코마이시                |
| H 15                                                  | 비비               | 美々               | 13.9           | 이시카리 지청 | 지토세시                 | 지토세시                 |                                         |
| AP 15                                                 | 신치토세 공항      | 新千歳空港         | 2.6            | 이시카리 지청 | 지토세시                 | 지토세시                 |                                         |
| H 14                                                  | 미나미치토세       | 南千歳             | 18.4 0.0       | 이시카리 지청 | 지토세시                 | 지토세시                 | 세키쇼 선                               |
| H 13                                                  | 지토세             | 千歳               | 21.4           | 이시카리 지청 | 지토세시                 | 지토세시                 |                                         |
| H 12                                                  | 오사쓰             | 長都               | 24.9           | 이시카리 지청 | 지토세시                 | 지토세시                 |                                         |
| H 11                                                  | 삿포로비루테이엔   | サッポロビール庭園 | 27.1           | 이시카리 지청 | 에니와시                 | 에니와시                 |                                         |
| H 10                                                  | 에니와             | 恵庭               | 29.4           | 이시카리 지청 | 에니와시                 | 에니와시                 |                                         |
| H 09                                                  | 메구미노           | 恵み野             | 31.9           | 이시카리 지청 | 에니와시                 | 에니와시                 |                                         |
| H 08                                                  | 시마마쓰           | 島松               | 34.1           | 이시카리 지청 | 에니와시                 | 에니와시                 |                                         |
| H 07                                                  | 기타히로시마       | 北広島             | 40.6           | 이시카리 지청 | 기타히로시마시           | 기타히로시마시           |                                         |
|                                                       | 니시노사토 신호장  | 西の里信号場       | 42.1           | 이시카리 지청 | 기타히로시마시           | 기타히로시마시           |                                         |
| H 06                                                  | 가미놋포로         | 上野幌             | 48.6           | 이시카리 지청 | 삿포로시                 | 아쓰베쓰구               |                                         |
| H 05                                                  | 신삿포로           | 新札幌             | 51.5           | 이시카리 지청 | 삿포로시                 | 아쓰베쓰구               | ■ 삿포로 지하철 도자이 선 (신삿포로 역) |
|                                                       | 삿포로 화물 터미널 | 札幌貨物ターミナル | 53.6           | 이시카리 지청 | 삿포로시                 |                          | 시로이시구                              |
| H 04                                                  | 헤이와             | 平和               | 54.4           | 이시카리 지청 | 삿포로시                 |                          | 시로이시구                              |
| H 03                                                  | 시로이시           | 白石               | 56.6           | 이시카리 지청 | 삿포로시                 | 하코다테 본선            | 시로이시구                              |
| 하코다테 본선 삿포로역 혹은 오타루역까지 직결 운행함. |                    |                    |                |               |                          |                          |                                         |

## 같이 보기
- 하코다테 본선
- 무로란 본선
- 공항철도